# Vallata del Novito e Monte Mutolo
Vallata del Novito e Monte Mutolo este o arie protejată (arie specială de conservare — SAC, sit de importanță comunitară — SCI) din Italia întinsă pe o suprafață de 491 ha, integral pe uscat.

## Localizare
Centrul sitului Vallata del Novito e Monte Mutolo este situat la coordonatele 38°17′32″N 16°14′02″E / 38.292222°N 16.233889°E.

## Înființare
Situl Vallata del Novito e Monte Mutolo a fost declarat sit de importanță comunitară în septembrie 1995 pentru a proteja 1 specie de plante și 14 specii de animale. Situl a fost protejat și ca arie specială de conservare în aprilie 2018.

## Biodiversitate
Situată în ecoregiunea mediteraneană, aria protejată conține 10 habitate naturale: Păduri de Quercus ilex și Quercus rotundifolia, Păduri de Quercus suber, Râuri mediteraneene cu debit intermitent, cu specii de Paspalo-Agrostidion, Pseudostepă cu ierburi și specii anuale de Thero-Brachypodietea, Râuri mediteraneene cu debit permanent și vegetație de Glaucium flavum, Pante stâncoase calcaroase cu vegetație casmofită, Galerii de Salix alba și de Populus alba, Păduri aluvionare cu Alnus glutinosa și Fraxinus excelsior (Alno-Padion, Alnion incanae, Salicion albae), Galerii și tufărișuri riverane sudice (Nerio-Tamaricetea și Securinegion tinctoriae), Tufărișuri termo-mediteraneene și de pre-deșert.
La baza desemnării sitului se află mai multe specii protejate:
- plante (1): Dianthus rupicola
- păsări (6): potârnichea de stâncă (Alectoris graeca), Eudromias morinellus, șoim călător (Falco peregrinus), sfrâncioc roșiatic (Lanius collurio), sfrâncioc cu cap roșu (Lanius senator), viespar (Pernis apivorus)
- amfibieni (1): Salamandrina terdigitata
- mamifere (5): liliac cu aripi lungi (Miniopterus schreibersii), liliac comun (Myotis myotis), liliacul mediteranean cu potcoavă (Rhinolophus euryale), liliacul mare cu potcoavă (Rhinolophus ferrumequinum), liliacul mic cu potcoavă (Rhinolophus hipposideros)
- nevertebrate (2): croitorul mare al stejarului (Cerambyx cerdo), Cordulegaster trinacriae

Pe lângă speciile protejate, pe teritoriul sitului au mai fost identificate 11 specii de plante, 6 specii de amfibieni, 6 specii de mamifere, 1 specie de nevertebrate, 4 specii de reptile.